# Richard O. Covey
Richard O. Covey, född 1 augusti 1946 i Fayetteville, Arkansas, är en amerikansk astronaut uttagen i astronautgrupp 8 den 16 januari 1978.

## Rymdfärder
- STS-51-I
- STS-26
- STS-38
- STS-61